# Рапидан (тауншип, Миннесота)
Рапидан (англ. Rapidan) — тауншип в округе Блу-Эрт, Миннесота, США. На 2000 год его население составило 1061 человек.

## География
По данным Бюро переписи населения США площадь тауншипа составляет 92,4 км², из которых 92,4 км² занимает суша, водоёмов нет.

## Демография
По данным переписи населения 2000 года здесь находились 1 061 человек, 393 домохозяйства и 319 семей.  Плотность населения —  11,5 чел./км².  На территории тауншипа расположено 409 построек со средней плотностью 4,4 построек на один квадратный километр. Расовый состав населения: 98,49 % белых, 0,19 % афроамериканцев, 0,47 % азиатов и 0,85 % приходится на две или более других рас. Испанцы или латиноамериканцы любой расы составляли 0,38 % от популяции тауншипа.
Из 393 домохозяйств в 36,4% воспитывались дети до 18 лет, в 73,8 % проживали супружеские пары, в 4,6 % проживали незамужние женщины и в 18,8 % домохозяйств проживали несемейные люди. 17,3 % домохозяйств состояли из одного человека, при том 7,1 % из — одиноких пожилых людей старше 65 лет. Средний размер домохозяйства — 2,70, а семьи — 3,04 человека.
25,9 % населения младше 18 лет, 7,4 % в возрасте от 18 до 24 лет, 25,7 % от 25 до 44, 31,3 % от 45 до 64 и 9,6 % старше 65 лет. Средний возраст — 39 лет. На каждые 100 женщин приходилось 106,4 мужчин.  На каждые 100 женщин старше 18 приходилось 104,7 мужчин.
Средний годовой доход домохозяйства составлял 53 839 долларов, а средний годовой доход семьи —  60 938 долларов. Средний доход мужчин —  39 063  доллара, в то время как у женщин — 23 971. Доход на душу населения составил 24 856 долларов. За чертой бедности находились 2,2 % семей и 3,2 % всего населения тауншипа, из которых 3,7 % младше 18 и 5,8 % старше 65 лет.